# 조병갑
조병갑(趙秉甲, 1844년 5월 15일 ~ 1912년 5월 23일)은 조선 후기, 대한제국, 일제강점기 초기의 문신이고 부패한 탐관오리이자 동학농민운동의 원인 제공 관련자이다. 본관은 양주(楊州)이다.

## 생애
조규순의 서자, 조두순의 서조카로 알려져 있다. 조병갑은 민영준을 매개로 해서 민비에게 7만냥을 뇌물로 바쳐 매관매직으로 고부 군수가 되었다. 1892년 고부 군수 재직 중 관내 농민들을 강제로 동원해 만석보를 쌓았다. 그는 이곳의 물을 받는 논에 첫해에는 수세를 물리기 않겠다는 약속을 어기고 수세를 징수하였다. 이후 조병갑의 폭정에 격분한 농민들은 1894년 1월 관아를 습격하고 만석보를 헐었다.
그 뒤 자신의 모친상 때 부조금 2000냥을 거둬주지 않았다는 이유로 전창혁에게 곤장형을 가하여 때려죽였다.
조병갑은 악행, 악정(惡政)으로 굶주린 주민들을 착취하는 것으로 악명높았다. 무고한 이를 잡아다 온갖 죄를 뒤집어씌워 보석금을 지불하게하는가 하면, 대동미를 쌀 대신에 돈으로 거두고 그것으로 저질의 쌀로 교환해 중앙에 상납하고 차액은 횡령, 착복했다. 이는 전봉준 등 농민들의 반발을 초래했고 동학 농민 혁명을 초래하였다. 전라도 고부 지역에서 시작된 동학 농민 혁명은 주변지역으로 삽시간에 확대됐다.
중앙 정계에 든든한 배경을 갖고 있었던 그는 동학 농민 운동으로 1년여 동안 당시 강진군 고금도에서 근신하는 척하다가 복권되었다. 그 뒤 동학교주 최시형에게 사형을 선고하는 고등재판관으로 승진하였다.

## 가계
- 고조부 : 조영극(趙榮克)
  - 증조부 : 조종철(趙宗喆, 1737 ~ ?)
    - 조부 : 조진익(趙鎭翼, 1762 ~ 1825 이후)
    - 조모 : 반남 박씨, 박종악의 딸
      - 큰아버지 : 조두순(趙斗淳, 1796 ~ ?)
      - 큰아버지 : 조태순(趙台淳, 1798 ~ ?)
      - 아버지 : 조규순(趙奎淳, 1799 ~ ?), 태인 군수를 지냄
      - 어머니 : 미상(? ~ 1893 추정)
        - 형님 : 조병섭(趙秉燮) 교관, 큰아버지 조두순(趙斗淳)에게 입양
        - 형님 : 조병협(趙秉協, 1830 ~ ?) 대교
        - 전처 : 전주 이씨 이병양(李秉兩), 판서 이병문(李秉文)의 딸
          - 장남 : 조강희(趙岡熙, 1889 ~ ?)
            - 손자 : 조중완(趙重完)

        - 후처 : 청송 심씨, 부사 심영규(沈永奎)의 딸
          - 차남 : 조찬희(趙瓚熙, 1880 ~ ?) 진사 역임
          - 장녀 : 김태규(金泰圭)에게 시집 감
          - 아래의 아들들은 어느 배우자와의 사이에서 낳은 자식인지 정확히 알 수 없음.
          - 삼남 : 조창희(趙昌熙, 1876 ~ ?, 생원시 급제[7])
          - 사남 : 조승희(趙昇熙)
          - 오남 : 조정희(趙晶熙)[8]

    - 숙조부 : 조진정(趙鎭靖)
    - 숙조부 : 조진민(趙鎭敏)
    - 숙조부 : 조진강(趙鎭剛, 1775 ~ ?) - 숙증조부 조의철(趙宜喆)에게 입양.

  - 숙증조부 : 조인철(趙寅喆)
  - 숙증조부 : 조헌철(趙憲喆, 1742 ~ ?)
  - 숙증조부 : 조의철(趙宜喆, 1745 ~ ?)
  - 숙증조부 : 조우철(趙宇喆)

## 대중매체
- 《녹두꽃》 (SBS, 2019년; 배우: 장광)

## 같이 보기
- 전봉준
- 동학 농민 운동
- 김개남
- 최시형
- 최제우
- 조기숙